# Signe Laurell
Signe Laurell, född 8 september 1873 i Munkedal, Foss församling, Göteborgs och Bohus län, död 28 maj 1957 i Jakobs församling, Stockholm, var en svensk feminist. Hon var dotter till överstelöjtnant Pehr Laurell och Sofie Hemgren samt syster till läkaren Inez Laurell. 
Laurell var sekreterare i Fredrika-Bremer-förbundet 1910–1915, ledamot av dess styrelse 1910–1933, sekreterare och kassaförvaltare i samma förbunds stipendieinstitution 1916–1939, sekreterare i Årstautställningens (ingående i Baltiska utställningen i Malmö) centralkommitté 1913–1914. 
Hon var ledamot av styrelsen för Fredrika-Bremer-förbundets trädgårdsskola Apelryd 1915–1931, ledamot av Vackstanäs hemskolas styrelse från 1916, kassaförvaltare där 1917–1933, ordförande i nämnden för Stockholms stads lärlings- och yrkesskola i husligt arbete 1920–1937 och ordförande i styrelsen för föreningen Årsta 1926–1935. 
Hon tilldelades Illis Quorum av åttonde storleken 1933. Hon ligger begravd på Norra begravningsplatsen i Stockholm.